# Vásáry André

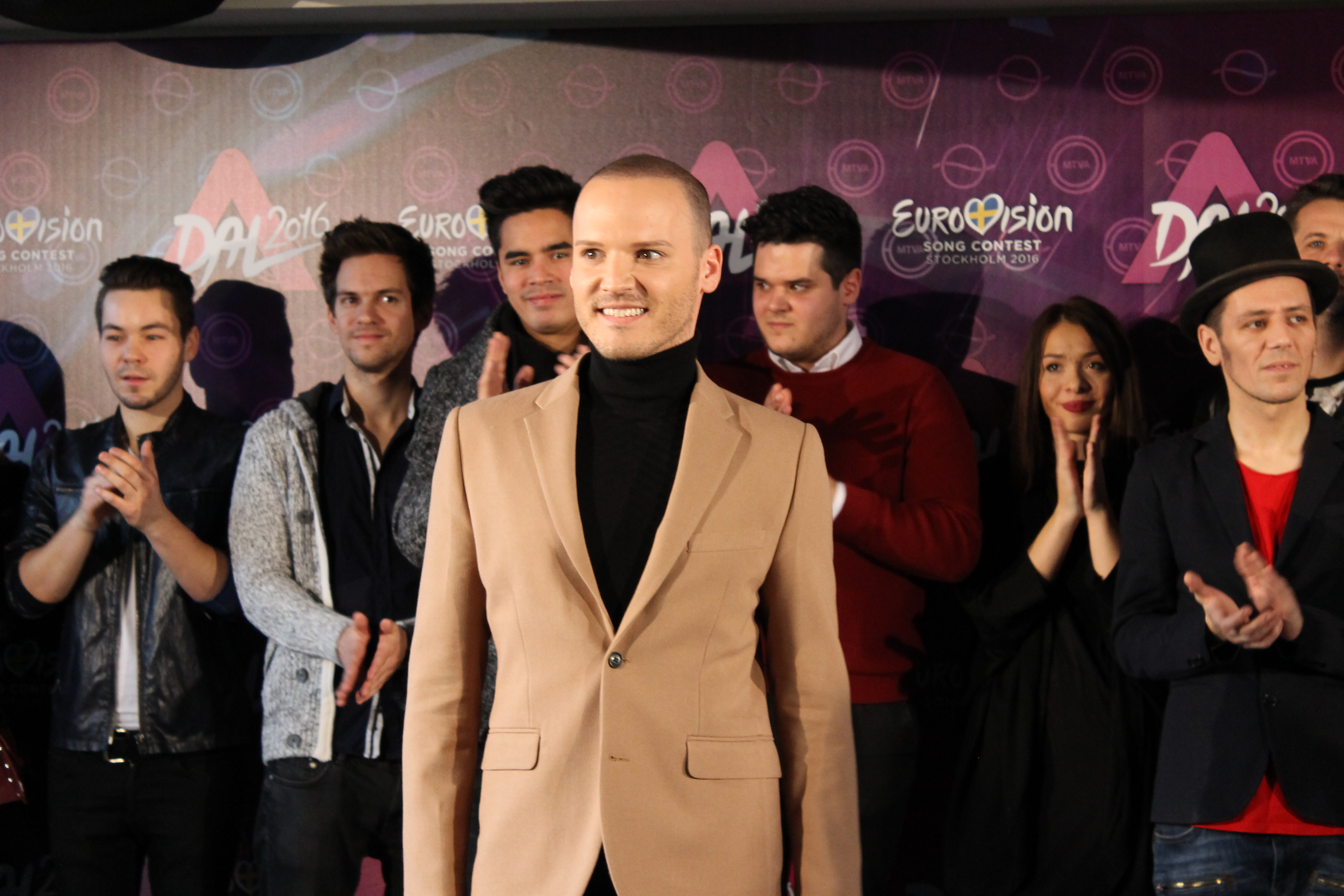
Vásáry André A Dal 2016 sajtótájékoztatóján

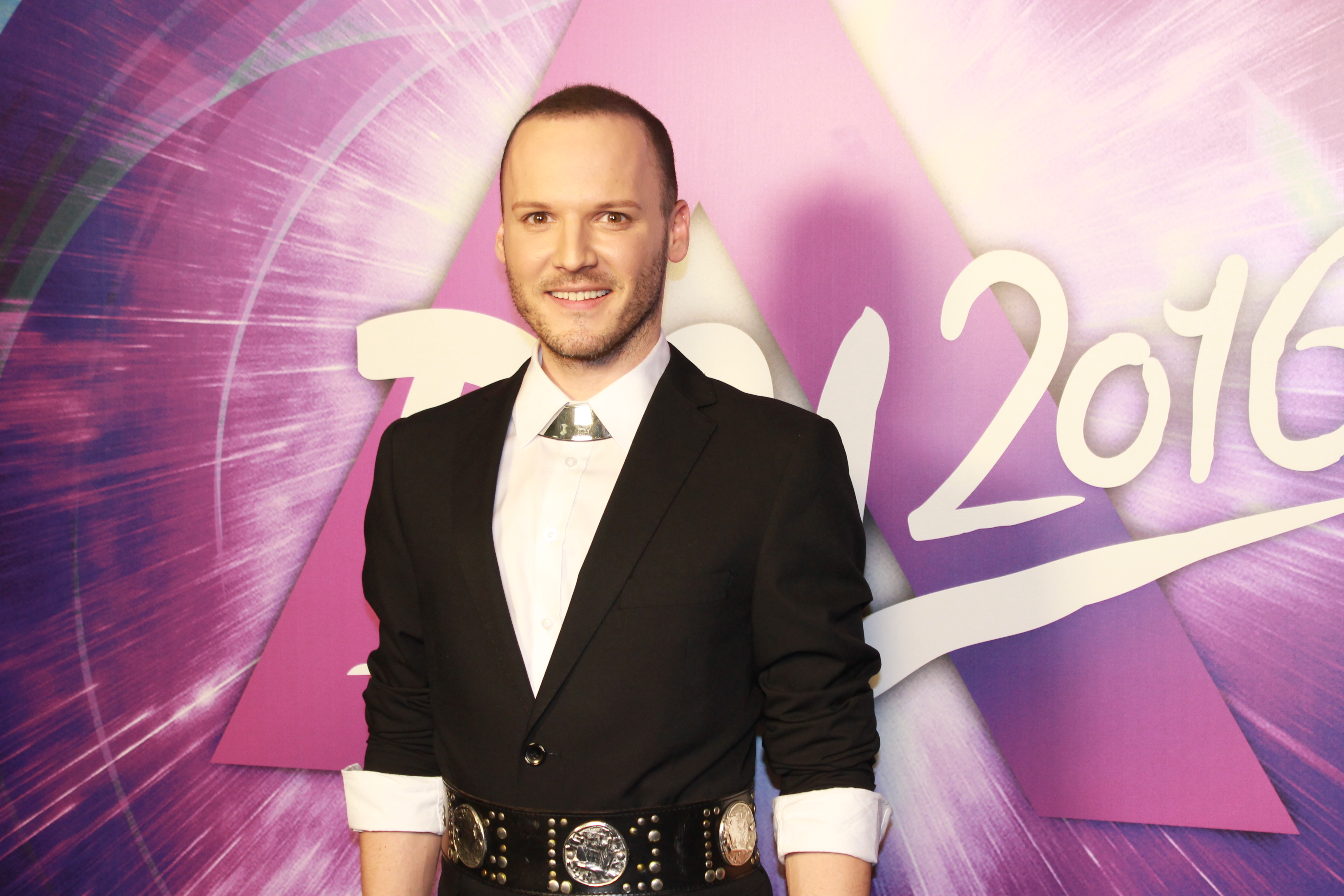
Vásáry André A Dal 2016 döntőjén

Vásáry André (Debrecen, 1982. július 17. –) magyar énekes, férfi szoprán. Eddigi 19 éves pályafutása alatt három arany- és egy platinalemezt kapott albumaiért.

## Életpályája
Bostonban képezte magát. Itthon az Eszterházy Károly Egyetemen, a Liszt Ferenc Zeneművészeti Egyetemen, majd a Miskolci Egyetemen tanult. Megnyerte a Miskolci Operaversenyt, döntősként szerepelt a Római Nemzetközi Énekversenyen. A Vatikáni Televízió közvetítésén keresztül több mint 160 millió néző láthatta versenyprogramjának előadását.
Részt vett az Adoro Együttes turnéján Németországban, szerepelt Párizsban, Bécsben, és sok más európai városban. Meghallgatta őt Riccardo Muti, valamint felkérték énekelni a bécsi Staatsoperbe.
Hazai elismertsége nemcsak a koncerteken mutatkozik meg látványosan: szerepelt a Pesti Színházban, 2009–2012 között vendégművészként játszott Friedrich Schiller Ármány és szerelem című darabjában a Nemzeti Színházban, ahol Kossuth-díjas színművészekkel egy színpadon alakította különleges, kizárólag az ő énekhangjára írt szerepét.
Az általa képviselt zenei kultúra színvonalát jól érzékelteti, hogy meghívott vendégművésze volt a Medveczky Ádám által vezényelt Debreceni Filharmonikusoknak, a Budafoki Dohnányi Zenekar Olasz Kultúrintézetben, illetve a Művészetek Palotájában rendezett koncertjének, ugyanitt lépett fel Varnus Xavér orgonaművész koncertjén, énekelt a szegedi Dóm téren, a debreceni református nagytemplomban, valamint az esztergomi bazilikában.
A komolyzene mellett nagy sikerű fellépéseket tudhat maga mögött a könnyedebb, crossover stílusban tartott koncertjeivel, valamint saját popdalaival kirándulást tett a könnyűzene világába is.
Az elmúlt években rendszeres vendége és előadóművésze volt számos televíziós műsornak és más népszerű rendezvénynek.
2010 novemberében jelent meg harmadik CD-je, egy különleges karácsonyi album, mely már az első héten komolyzenei arany-, mára pedig platinalemez lett. Ez a világon az első nagyzenekari kísérettel felvett karácsonyi összeállítás, melyet férfi szoprán énekes készített.
2010 decemberében tartotta karácsonyi albumának nagyszabású jótékonysági lemezbemutató koncertjét a Budapesti Kongresszusi Központban, olyan neves vendégművésszel, mint Vásáry Tamás. A koncert teljes nyeresége a Semmelweis Egyetem I. sz. Gyermekklinikája Alapítványát támogatta.
Vásáry André jelölést kapott a 2011-es Fonogram díjra az év hazai kortárs komolyzenei albumának kategóriájában.
A társadalmi szerepvállalást élete fontos részének tartja, rendszeresen lép fel főleg gyerekek, illetve környezeti katasztrófák károsultjainak javára rendezett jótékonysági koncerteken, mint pl. a szombathelyi Sztárkarácsony a vörös iszap károsultak javára, a debreceni Hospice Ház rendezvény, a Magyar Televízió Aranyág című műsora, a Pető Intézet, illetve a K&H Bank Gyógyvarázs rendezvénye, a Zen-Aid koncert Japán megsegítésére, a Fehér Bot Alapítvány jótékonysági koncertje.
Az Európai Önkéntesség Éve keretében rendhagyó énekórákat tartott középiskolás diákok számára, pályája fontosabb állomásainak bemutatásával azt az üzenetet közvetítve a fiatalok felé, hogy tartsanak ki elhatározásaik, céljaik mellett, ne adják fel az álmaikat, a zene pedig legyen életük része.
2012-ben hangversenyt adott a Budavári Hilton Hotel báltermében Szenthelyi Miklós vezetésével és a Magyar Virtuózok Kamarazenekar közreműködésével, melyet a televízió is műsorára tűzött. Novemberben megjelent negyedik, egyben első komolyzenei, lemeze Koncert címmel. 2012 decemberében nagy sikerű önálló koncertjén lépett fel a Kolozsvári Magyar Operában.
A 2013-as év során Franciaország székesegyházaiban turnézott a Magyar Virtuózok Kamarazenekar kíséretével. Több alkalommal volt exkluzív hangversenyek művészvendége a Gödöllői Királyi Kastélyban, ahol szólistaként szerepelt a Budapest Saxophone Quartett kíséretével. 2013 decemberében az Amerikai-Magyar Koalíció meghívására diplomáciai testület részére adott ünnepi hangversenyt Washingtonban. 2013-ban és 2014-ben rendszeres résztvevője komolyzenei koncertsorozatnak a Mátyás-templomban, ahol vendégművészként lép fel.
2011 és 2013 között három, kereskedelmi forgalomban nem kapható, exkluzív lemeze is megjelent. 2011-ben a White Balance és 2013-ban a White Balance vol. 2. című lemezek, melyekben Magyarországon egyedülálló zenei stílusban a könnyedebb lounge és chill out elemei vegyülnek a klasszikus zenével, valamint 2014-ben a Concert in Gödöllő Royal Palace komolyzenei album a Budapest Saxophone Quartet közreműködésével.
2014 novemberében jelent meg Mozijegy című ötödik lemeze, amely egy filmzenéket tartalmazó crossover album.
2015 szeptemberében vezető szólistája volt a Red Army Choir magyarországi turnéjának.
2016-ban az Eurovízió nemzeti válogató műsorában (A Dal) a Why című dalával a döntőig jutott.
2016-ban videóklip is készült a Why című dalhoz.
2016-ban és 2017-ben olyan televíziós műsoroknak a közreműködője volt, mint az eurovíziós válogatóműsor, a Sztárban sztár, a Vigyázat, gyerekkel vagyok, Extrém Activity, a Pénzt vagy életet.
2017 januárjában a Sanghaji Magyar Főkonzulátus meghívására és a Magyar Külgazdasági és Külügyminisztérium támogatásával önálló komolyzenei koncertet adott a kínai holdújév és a Magyar Kultúra Napja alkalmából Sanghajban.
2017 novemberében a Celtic Woman együttes budapesti koncertjén vendégénekesként lépett fel az Arénában: népszerű filmzenéket énekelt hegedűkísérettel.
2018 szeptembere óta Mary Sunshine szerepét játssza a Chicago c. Broadway-musicalben a székesfehérvári Vörösmarty Színházban. A magyar színháztörténetben egyedülálló módon először énekelte a szerepet az eredeti hangfekvésben. Az előadás 2019-ben elnyerte a Színikiritikusok Díját a legjobb zenés előadás kategóriában.
2019-ben a Vásáry André Produkció állította színpadra Siófokon W. A. Mozart Figaro házassága c. operájának koncertszerű változatát, amelyben producerként, rendezőként működött közre és Magyarországon először énekelte férfiként Cherubino szerepét.
2020-ban felkérték a Farm VIP (első évad) c. műsor szereplőjének, amely az év legnézettebb ilyen típusú műsora volt (TV2).
2021-ben  több sikeres tv műsorban is feltünt, mint pl. a Ninja Warrior V.I.P-ben(Tv2) és A Konyhafőnök V.I.P-ben. Folytatta jótékonysági munkáját is pl.a Magyar Macskavédelmi Alapítvány (MAVED) részére , szerepelt a Random Shooting Day kezdeményezésben is, ahol a Down szindromás gyermekek támogatására szervezett fotózáson vett részt (Rejtett kincsek Alapítvány).Augusztusban a Nemzetközi Fúvós Napok Fesztivál sztárvendége volt.
2022-ben egy új pop duettben vendégként vett részt (The L word), illetve a Miskolci Tavaszi Fesztivál és több jótékonysági koncert meghivott szólistája volt (Sztárok az állatokért,Összefogásban az erő)
2023-ban televíziós és rádiós műsorokban szerepelt mint pl. Szerencsekerék, Dankó Rádió, de fellépett többek között a Magyarok Világszépe szépségverseny döntőjében és szerepelt az év legnagyobb közönség és szakmai tv-és sikerében Az Árulok – Gyilkosság a kastélyban címü taktikai pszichológiai műsor 1. évadában. Decemberben folytatta hagyományos adventi turnéját az ország több pontján.

## Diszkográfia

### Albumok
- 2006: A mesterdalnok (Crossover CD) kiadó: EMI
- 2006: A muzsika mesterei (közreműködő) kiadó: EMI
- 2010: Vásáry André (Crossover CD) kiadó: Universal Music
- 2010: Ünnep (Crossover CD) kiadó: Convention Budapest
- 2011: White Balance (közreműködő lounge-chill out) kiadó: Dr. Batorfi Records
- 2012: Koncert (komolyzenei CD) kiadó: Convention Budapest
- 2013: White Balance vol.2. (közreműködő lounge-chill out) kiadó: Dr. Batorfi Records
- 2014: Concert in Gödöllő Royal Palace (komolyzenei CD) kiadó: Convention Budapest
- 2014: Mozijegy (filmzenei crossover CD) kiadó: Convention Budapest
- 2016: Why (A Dal 2016-A legjobb 30 CD) kiadó:MTVA
- 2017: Run,run (single)
- 2022: The L word (duett)

| Év   | Album                                                   | Legmagasabb helyezés | Minősítés      |
| Év   | Album                                                   | MAHASZ Top 40        | Minősítés      |
| ---- | ------------------------------------------------------- | -------------------- | -------------- |
| 2006 | A mesterdalnok - Megjelenés: 2006. május 4.             | 21                   | - Aranylemez   |
| 2010 | Vásáry André - Megjelenés: 2010. február 26.            | 4                    | - Aranylemez   |
| 2010 | Ünnep - 3. stúdióalbum - Megjelenés: 2010. november 14. | 2                    | - Platinalemez |
| 2012 | Koncert - Megjelenés: 2012. december 11.                |                      |                |
| 2014 | Mozijegy - Megjelenés: 2014. november                   | 2                    | Aranylemez     |

## Jelentősebb fellépései
- Csillag születik, az RTL Klub tehetségkutató versenye
- Pesti Színház, énekes szólista Eszterházy Péter Rubens és a Nemeuklédeszi asszonyok c. darabjában, rendező Szikora János
- Meteorit International Arts Festival Pozsony
- Patrizia Gucci festőművész, író és divattervező, a világhírű divatcég alapítójának, Guccio Guccinak dédunokája festményeiből nyílt kiállítás ünnepélyes megnyitójának rendezvényén Haydn és Mozart műveiből adott koncertet Budapesten az Opera Galériában[13]
- Budapesti Barokk Fesztivál - Carissimi Jephte c. oratóriumában Filia szerepében Perényi Miklós és a Budapesti Tomkins Énekegyüttes - vezényelt: Dobra János - kíséretében, Belvárosi Szent Mihály-templom Budapest
- Turné az ADORO operaénekesek együttesével Németországban - Berlin, Nürnberg, Stuttgart, Hamburg, München
- Nemzeti Színház, Schiller: Ármány és szerelem Budapest
- Művészetek Palotája, Budafoki Dohnányi Zenekar kíséretében, vezényelt Hollerung Gábor
- Budapest Kongresszusi Központ, jótékonysági lemezbemutató koncert, vezényelt Vásáry Tamás
- Magyar Állami Operaház, Székely Bertalan terem
- Szegedi Szabadtéri Játékok, Dóm tér
- Művészetek Palotája, Mindörökké Mozart című előadás, Varnus Xavér orgonaművész hangversenyén
- Esztergomi Bazilika, Király Csaba orgonaművész kíséretében
- Debreceni Nagytemplom
- Rózsavölgyi Szalon, önálló hangverseny
- Kolozsvári Magyar Opera, karácsonyi koncert
- Franciaország, Lyon és környéke, templomi koncertek
- USA, Washington, karácsonyi koncert
- Budapest, Mátyás-templom, koncertsorozat
- Budapest, Szent István-bazilika[14]
- Egri bazilika[15]
- Keszthely, Festetics-kastély
- Zeneakadémia, karácsonyi koncert
- Kecskemét, katolikus nagytemplom
- Red Army Choir magyarországi turnéján vendégszólista: Veszprémi Aréna, a Győri Audi Aréna, a Budapesti Sport Aréna és a Miskolci Generali Aréna
- A Magyar Televízió A Dal c. Eurovíziós műsorában a Why című dalával a döntőig jutott
- A TV2 Sztárban sztár című műsorában 7 fordulón át szerepelt
- Sanghaj, Kína: a Sanghaji Magyar Főkonzulátus meghívására önálló koncert a Magyar Kultúra Napja alkalmából Sanghajban
- A Celtic Woman együttes budapesti koncertjén vendégénekesként lépett fel az Arénában, népszerű filmzenéket énekelt hegedűkísérettel.